# Hans Merbach

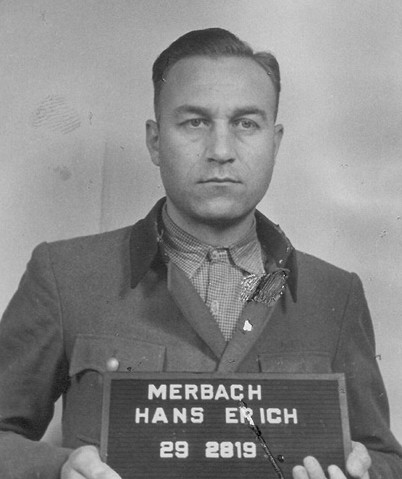
Hans Merbach im April 1947

Hans Erich Merbach (* 10. Mai 1910 in Gotha; † 14. Januar 1949 im Kriegsverbrechergefängnis Landsberg) war ein deutscher SS-Obersturmführer und als Schutzhaftlagerführer und Adjutant im KZ Buchenwald sowie als Kommandeur der Hundestaffel im KZ Auschwitz tätig. Ab 7. April 1945 leitete Merbach den sogenannten Todeszug aus Buchenwald mit dem Ziel KZ Flossenbürg, der schließlich als Todestransport am 28. April im KZ Dachau eintraf.

## Leben
Hans Merbach, gelernter Schlosser, war ab 1928 als Bürobote und später als Bankangestellter bei der Gothaer Lebensversicherungs-Bank bis 1939 tätig.
Merbach trat zum 1. Juni 1930 der NSDAP (Mitgliedsnummer 259.233) und der SS bei (SS-Nummer 3.387). Merbach gehörte der 14. SS-Standarte als SS-Mann an und wurde am 15. September 1939 zur Waffen-SS einberufen. Von Berlin-Lichterfelde aus wurde er im Dezember 1939 in das KZ Buchenwald versetzt, wo er bis Mai 1941 als Adjutant des Wachblocks tätig war. Aufgrund einer Herzmuskellähmung hielt er sich ab dem 12. Mai 1941 zu Lazarettaufenthalten in Weimar und Gotha auf, nach denen Merbach noch bis Herbst 1941 zur Genesung nach Hause entlassen wurde. Von Ende 1941 bis Mitte Mai 1942 und erneut von Oktober bis Dezember 1942 war Merbach als Kommandeur der Wachmannschaft des KZ Buchenwald tätig. Auf Befehl des Lagerkommandanten Hermann Pister absolvierte Merbach von Mai bis September 1942 einen Offizierslehrgang bei der Heereshundeschule Berlin-Sperenberg. Von Januar 1943 bis zum Januar 1945 fungierte Merbach als Kommandeur der Hundestaffel im KZ Auschwitz. Nach der Evakuierung des KZ Auschwitz wurde Merbach ab dem 1. Februar 1945 zweiter Schutzhaftlagerführer im KZ Buchenwald.
Am 7. April 1945 befehligte Merbach einen Evakuierungstransport aus dem KZ Buchenwald mit dem ursprünglichen Ziel KZ Flossenbürg. Etwa 5000 KZ-Häftlinge mussten zunächst zwölf Kilometer auf einem Todesmarsch nach Weimar zurücklegen. Merbach selbst soll auf dem Todesmarsch zehn Häftlinge erschossen haben. In Weimar wurden die Häftlinge zum Transport in teilweise offene Güterwaggons gepfercht. Da auch das KZ Flossenbürg ab dem 20. April 1945 evakuiert wurde, fuhr der Zug über Nebenstrecken in Richtung Dachau weiter, wobei Merbach außerhalb von Pilsen mit anderen SS-Männern zusammen 20 Häftlinge erschossen haben soll. Der Zug erreichte erst – nach 21 Tagen – am 28. April 1945 das KZ Dachau, einen Tag vor der Befreiung des Konzentrationslagers. Zuvor waren bei einem Zwischenhalt nahe München noch über 1500 Leichen verbrannt worden. Zwischen 30 und 50 Häftlinge, die bei der Verbrennung helfen mussten, sollen von SS-Männern erschossen worden sein. Aufgrund des eklatanten Nahrungs- und Wassermangels (im Verbund mit Kälte und mangelnder Hygiene) kamen weniger als die Hälfte der etwa 5000 Häftlinge lebend am Zielort Dachau an. US-amerikanische Soldaten erstellten von den durch Verhungern und Entkräftung verstorbenen Häftlingen in den Güterwaggons nach der Befreiung des KZ Dachau Fotografien, welche die grauenhaften Umstände dieses „Evakuierungstransportes“ festhalten.
Nach dem Kriegsende wurde Merbach im Rahmen der Dachauer Prozesse im Buchenwald-Hauptprozess wegen der „Mithilfe und Teilnahme an den Operationen des Buchenwald-Konzentrationslagers“ – insbesondere wegen seiner Verantwortung für die Todesfälle während des Evakuierungstransportes – am 14. August 1947 zum Tode durch den Strang verurteilt und am 14. Januar 1949 im Kriegsverbrechergefängnis Landsberg hingerichtet.